# Wilgotnica okazała
Wilgotnica okazała (Hygrocybe splendidissima (P.D. Orton) M.M. Moser) – gatunek grzybów z rodziny wodnichowatych (Hygrophoraceae).

## Systematyka i nazewnictwo
Pozycja w klasyfikacji według Index Fungorum: Hygrocybe, Hygrophoraceae, Agaricales, Agaricomycetidae, Agaricomycetes, Agaricomycotina, Basidiomycota, Fungi.
Po raz pierwszy takson ten zdiagnozował w 1960 r. Peter D. Orton nadając mu nazwę Hygrophorus splendidissimus. Obecną, uznaną przez Index Fungorum nazwę nadał mu w 1967 r. Meinhard Michael Moser.
Synonimy naukowe:
- Hygrocybe punicea f. splendidissima (P.D. Orton) D.A. Reid 1972
- Hygrocybe punicea var. splendidissima (P.D. Orton) Krieglst. 1992
- Hygrophorus splendidissimus P.D. Orton 1960

Nazwę polską podała Barbara Gumińska w 1997 r.

## Występowanie i siedlisko
W Polsce gatunek rzadki. W piśmiennictwie naukowym do 2003 r. podano tylko jedno stanowisko (w Pieninach). Od 2014 r. w Polsce jest objęty ochroną częściową grzybów.